# Anna Lee Fisher
Anna Lee Tingle Fisher (* 24. August 1949 in New York City, New York) ist eine ehemalige US-amerikanische Astronautin.

## Ausbildung
Anna Fisher erhielt 1971 einen Bachelor in Chemie und 1976 eine Promotion in Medizin. 1987 erwarb sie einen Master in Chemie. Alle Abschlüsse erhielt sie von der University of California, Los Angeles.

## Astronautentätigkeit
Fisher wurde im Januar 1978 als Astronautenanwärterin von der NASA ausgewählt. Nach ihrer Ausbildung zur Missionsspezialistin war sie an der Entwicklung und Tests verschiedener Space-Shuttle-Systeme beteiligt. Sie arbeitete als Ärztin in den Rettungshubschraubern der NASA und als Verbindungssprecherin (CAPCOM) für die Mission STS-9.

### STS-41-H
Diese Mission STS-41-H sollte im September 1984 im Auftrag des US-Verteidigungsministeriums durchgeführt werden oder stattdessen einen TDRS-Satelliten aussetzen. Aufgrund von Problemen mit der IUS-Oberstufe wurde die Mission abgesagt. Als Besatzung waren Frederick Hauck, David M. Walker, Joseph P. Allen, Anna Fisher und Dale Gardner sowie die Nutzlastspezialisten der US Air Force, Gary Payton und Frank J. Casserino, nominiert. Als Ersatz-Nutzlastspezialist war Daryl J. Joseph vorgesehen.

### STS-51-A
Ihren ersten Raumflug absolvierte Fisher an Bord der Discovery vom 8. November bis zum 16. November 1984. Bei der Mission STS-51-A wurden zwei Satelliten ausgesetzt und zwei andere Satelliten wieder eingefangen, die bei der Mission STS-41-B auf einer zu niedrigen Umlaufbahn ausgesetzt worden waren. Zum Einfangen der beiden Satelliten wurden zwei Außenbordaktivitäten durchgeführt, bei denen Fisher den Roboterarm bediente.

### STS-61-H
Die für Juni 1986 geplante Columbia-Mission STS-61-H wurde wegen des Challenger-Unglücks abgesagt. Es hätte ein kommerzieller Kommunikationssatellit ausgesetzt werden sollen. Die Mannschaft hätte neben Anna Fisher aus Michael Coats, John E. Blaha, James Buchli, Robert C. Springer, dem britischen Nutzlastspezialisten Nigel R. Wood und der indonesischen Nutzlastspezialistin Pratiwi Sudarmono bestanden.

### Ehrung, Auszeit und neue Aufgaben
Die bayerische Stadt Hof, aus der Fishers Mutter ursprünglich stammte, verlieh Fisher am 12. März 1985 den Goldenen Ehrenring der Stadt. Von 1989 bis 1996 nahm sich Fisher eine Auszeit von der NASA. Nach ihrer Rückkehr arbeitete sie für den Bereich der Internationalen Raumstation (ISS) und wurde schließlich ab 1999 Leiterin der Raumstationsabteilung. Später arbeitete sie wieder in der Shuttleabteilung. Fisher war beim Ausscheiden im Juni 2006 die dienstälteste Astronautin der NASA.

## Privates
Anna Fisher war mit dem ehemaligen Astronauten William Fisher verheiratet und hat mit ihm zwei Töchter.